# Eisenerzer Höhe
Eisenerzer Höhe är ett berg i Österrike.   Det ligger i distriktet Leoben och förbundslandet Steiermark, i den östra delen av landet, 130 km sydväst om huvudstaden Wien. Toppen på Eisenerzer Höhe är 1 270 meter över havet.
Terrängen runt Eisenerzer Höhe är bergig åt sydväst, men åt nordost är den kuperad. Runt Eisenerzer Höhe är det ganska tätbefolkat, med 58 invånare per kvadratkilometer.. Närmaste större samhälle är Eisenerz, 7,8 km söder om Eisenerzer Höhe. 
I omgivningarna runt Eisenerzer Höhe växer i huvudsak blandskog.